# Eduardo Camavinga
Eduardo Camavinga, né le 10 novembre 2002 à Miconje en Angola, est un footballeur international français qui joue au poste de milieu de terrain au Real Madrid.
Arrivé en 2013 au Stade rennais FC, il bat plusieurs records de précocité et remporte la Coupe de France. En 2021, il est transféré au Real Madrid avec qui il remporte notamment deux Championnats d'Espagne mais surtout deux Ligues des Champions en 2022 et 2024.
Sélectionné en équipe de France depuis 2020, il participe à la Coupe du monde 2022 où les bleus sont finaliste et à l'Euro 2024.

## Biographie

### Enfance
Eduardo Celmi Camavinga naît le 10 novembre 2002 à Miconje, dans la province de Cabinda, une semi-enclave angolaise située entre la république démocratique du Congo, la république du Congo et l'océan Atlantique. Il détient les nationalités angolaise et française,,,,. Ses parents sont Celestino Eduardo (né en 1979 à Cabinda) et Sofia Pedro Simão (née en 1980 à Cabinda) ; celle-ci possède également le passeport congolais. Ses parents vivent un temps à Brazzaville avant de retourner à Cabinda et plus précisément à Miconje en 1997, à cause d’un climat politique tendu, une guerre civile éclate dans la ville de Brazzaville, qui a opposé le président Pascal Lissouba et sa milice, les Zoulous, à Denis Sassou Nguesso et sa milice, les Cobras. Dans la région, les combats liés à la guerre civile angolaise et au conflit du Cabinda sont fréquents entre le MPLA et le FLEC, et l'impact est considérable sur les civils : par exemple, en octobre 2002, soit un mois avant la naissance de Camavinga, Miconje avait été lourdement bombardée. La famille (avec Eduardo et ses quatre frères et sœurs) quitte l'Angola pour la France en 2003. Elle s'installe d'abord à Lille puis Amiens, avant de rejoindre Fougères, une ville située dans le nord-est de la Bretagne et à 50 km de Rennes, où Eduardo Camavinga passera toute son enfance,,,. Il préfère d'abord le judo que son frère pratique depuis quelques années. Mais il joue également au football, à la maison et dans la cour de l'école, où il se fait remarquer par une animatrice de l’école, Fatima, qui est une fan de football. Sur ses conseils, sa mère l'inscrit en club en 2009 (à 7 ans), au Drapeau Fougères où son père joue dans l'équipe seniors. Il se distingue aussi bien en tant que défenseur qu'avant-centre. Sebastião, son frère aîné, est coiffeur.
En 2013, alors qu'il est à l'école, la maison que la famille Camavinga venait de faire construire à Lécousse, commune limitrophe de Fougères, prend feu et est réduite en cendres.
Le 31 octobre 2019, Eduardo Camavinga, alors à quelques jours de ses 17 ans, et une partie de sa famille obtiennent la nationalité française. Il devient par conséquent sélectionnable en équipe de France,. Le 7 juillet 2020, il obtient son baccalauréat économique et social,.

### Carrière en club

#### Début professionnel au Stade rennais FC
Eduardo Camavinga rejoint le Stade rennais FC en 2013. Il y est surclassé évoluant dès 15 ans avec les moins de 17 ans puis en réserve. Le 15 décembre 2018, il signe son premier contrat professionnel et devient à cette occasion le plus jeune joueur à passer professionnel avec le club de Rennes. Lors du match de son club contre le SCO d'Angers, le 6 avril 2019, il entre en jeu, devenant ainsi le plus jeune joueur rennais à évoluer en Ligue 1 et le premier joueur né en 2002 à jouer dans un des cinq grands championnats européens. À 16 ans, 4 mois et 27 jours, il dépasse en précocité son compatriote Kylian Mbappé. Eduardo Camavinga connaît quelques semaines plus tard sa première titularisation, contre l'AS Monaco, battant là encore des records de précocité pour son club et pour sa génération en Europe. Annoncé comme un joueur à très fort potentiel, il réalise une performance remarquée par la presse spécialisée contre les Monégasques,. Ne participant néanmoins pas au match qui suit à la victoire de son club en finale de Coupe de France face au Paris Saint-Germain, il est cependant lauréat de la Coupe gagnée par les Rouge et Noir.
Eduardo Camavinga prolonge avec le Stade rennais FC le 15 août 2019, puis réalise quelques jours plus tard une très bonne prestation face au Paris Saint-Germain (victoire, 2-1) au cours de laquelle il est nommé meilleur joueur du match. Il sera nommé Joueur du mois en Ligue 1, et devient alors le plus jeune lauréat de l'histoire de cette récompense. Le 19 septembre 2019, il joue son premier match en Ligue Europa en entrant à 18 minutes de la fin du match, lors de la première journée de phase de poules face au Celtic Glasgow (match nul, 1-1). Le 29 septembre 2019, il est à nouveau nommé Meilleur joueur du match à la suite de sa prestation face à l'Olympique de Marseille (match nul, 1-1). Le 4 novembre 2019, avec l'aide du Stade rennais FC, de la Fédération française de football (FFF) et de la préfecture d'Ille-et-Vilaine, il obtient, ainsi que sa famille, la nationalité française. À partir de cette même date, il est sélectionnable pour les équipes de France. Le 15 décembre 2019, lors du match à l'extérieur au Groupama Stadium contre l'Olympique lyonnais comptant pour la 18e journée de Ligue 1, il marque son premier but en professionnel sous les couleurs des Rouge et Noir à la 89e minute de jeu permettant ainsi au Stade rennais FC de s'imposer (victoire, 0-1). À 17 ans 1 mois et 5 jours, il devient le plus jeune buteur de l'histoire du Stade rennais FC. Le 8 mai 2020, il est inclus dans le top 50 des meilleurs jeunes au niveau mondial par le site spécialisé de Football Talent Scout, où il se classe à la deuxième position, derrière le Lyonnais Rayan Cherki.
Pour la saison 2020-2021, à la suite du prêt de Rafik Guitane au CS Marítimo, Eduardo Camavinga hérite du maillot no 10 du Stade rennais FC, après avoir porté le no 18. Lors de la 2e journée de championnat, il inscrit son premier but de la saison face au Montpellier HSC, permettant à son club de l'emporter 2-1 au Roazhon Park. En octobre 2020, il figure parmi les 20 finalistes du Golden Boy 2020 par le quotidien sportif italien Tuttosport. En novembre 2020, il est inclus par le site web Transfermarkt, dans les 11 joueurs de moins de 20 ans ayant le potentiel le plus élevé sur le marché des transferts.

#### Arrivé au Real Madrid
Le 31 août 2021, Eduardo Camavinga signe un contrat jusqu'en 2027 avec le Real Madrid ; le montant du transfert est estimé à 31 M€ (45 M€ avec bonus),,,. Pour sa première apparition, il remplace le Belge Eden Hazard à la 66e minute d'un match face au Celta de Vigo en championnat, avant d'inscrire son premier but avec les Merengues (victoire, 5-2). En octobre 2021, il fait partie de la liste des 20 finalistes pour le trophée du Golden Boy,.
Le 6 août 2022, il change son numéro 25 pour le 12. Il termine à la seconde place du trophée Kopa 2022 et du Golden Boy 2022 derrière l'Espagnol Gavi,.
Le 6 mai 2023, le Real Madrid s'offre sa 20e Coupe d'Espagne face au CA Osasuna grâce à un doublé de Rodrygo (victoire, 2-1). À l'âge de 20 ans, ce succès permet à Eduardo Camavinga de remporter tous les trophées possibles avec les Merengues,,.
Le 7 novembre 2023, Eduardo Camavinga prolonge son contrat avec La Casa Blanca jusqu'en 2029,. Le 15 novembre 2023, lors d'un entraînement de l'équipe de France en vue d'affronter Gibraltar dans le cadre des éliminatoires de l'Euro 2024, Eduardo Camavinga est victime d'un choc avec Ousmane Dembélé. Deux jours plus tard, le Real Madrid annonce que ce dernier souffre d'une « rupture du ligament latéral externe du genou droit » à la suite d'un choc reçu à l'entraînement,,.
Camavinga change de numéro en 2024-2025. Il passe du 12 au 6, libre en raison du départ du club de Nacho. Il est forfait pour le premier match officiel de la saison, la Supercoupe de l'UEFA, après s'être blessé au genou gauche lors d'un entraînement à la veille de la rencontre. Atteint d'une entorse interne à ce genou, il est absent plusieurs semaines. Alors qu'après son retour il figure parmi les joueurs les plus en forme de son équipe, Camavinga se blesse à nouveau à la fin du mois de novembre face à Liverpool en Ligue des champions. Il est atteint d'une rupture du muscle biceps fémoral gauche. En avril 2025, il subit une rupture totale d'un tendon d'un muscle adducteur gauche, ce qui entraîne plusieurs mois d'indisponibilité et la fin de sa saison. Lors de celle-ci, il ne s'impose ni au milieu de terrain madrilène orphelin du retraité Toni Kroos ni au poste d'arrière gauche où plusieurs de ses coéquipiers se blessent durant la saison.
Sa préparation à la saison 2025-2026 est perturbée par une entorse de la cheville droite.

### Carrière en sélection

#### Équipe de France espoirs
Le 11 novembre 2019, après le forfait de Blaise Matuidi, Mattéo Guendouzi est alors appelé à le remplacer en équipe de France A, et Eduardo Camavinga est alors convoqué pour la première fois en équipe de France espoirs pour remplacer ce dernier, un peu plus d'une semaine après sa naturalisation. Il est titularisé par Sylvain Ripoll face à la Géorgie lors de la sixième journée des qualifications pour le championnat d'Europe espoirs (victoire, 3-2),.
En juin 2021, non retenu par Didier Deschamps pour disputer l'Euro 2020 avec l'équipe de France A, Eduardo Camavinga est sélectionné par Sylvain Ripoll pour participer aux Jeux olympiques d'été de 2020 à Tokyo, avec l'équipe de France olympique. Néanmoins, le Stade rennais FC qui dispute les barrages de la Ligue Europa Conférence au mois d'août, refuse de libérer ce dernier. Le joueur n'est donc pas présent dans la liste finale de Sylvain Ripoll. Le tournoi de football aux Jeux olympiques d'été ne faisant pas partie du calendrier de la Fédération internationale de football association (FIFA), les clubs peuvent s'opposer au départ de leurs joueurs.

#### Équipe de France A
Le 27 août 2020, Eduardo Camavinga est appelé pour la première fois en équipe de France par le sélectionneur Didier Deschamps, pour affronter la Suède et la Croatie dans le cadre de la Ligue des nations. Cette sélection fait suite au forfait de Paul Pogba, testé positif au coronavirus. Il entre en jeu au Stade de France, lors du match contre la Croatie le 8 septembre 2020, en remplacement de N'Golo Kanté à la 63e minute du match. Âgé de 17 ans et 303 jours, il devient le deuxième plus jeune joueur de l'histoire de l'équipe de France, derrière Maurice Gastiger (17 ans et 128 jours) en 1914,,. Le 7 octobre 2020, il fête sa première titularisation en ouvrant le score contre l'Ukraine avec la manière (retourné à la suite d'une tête de Giroud déviée) et devient à 17 ans et 332 jours le deuxième plus jeune buteur de l'histoire de l'équipe de France (derrière Maurice Gastiger en 1914).
Le 9 novembre 2022, Eduardo Camavinga est sélectionné par Didier Deschamps pour disputer la Coupe du monde 2022 au Qatar,.
En mai 2024, il figure dans une liste de 25 joueurs appelés par Didier Deschamps pour l'Euro 2024.

## Style de jeu
Joueur aussi performant dans les phases offensives que dans les phases défensives, Eduardo Camavinga a de fait eu un parcours éclectique au cours de sa formation : ayant commencé à jouer en pointe de l'attaque, il est ensuite replacé en défense centrale, avant d'arriver au milieu de terrain, poste où il débutera son parcours professionnel.
Milieu polyvalent, Eduardo Camavinga évolue notamment au poste de relayeur à ses débuts au Stade rennais FC, mais est aussi capable de jouer dans un registre plus défensif ou de tirer au but, avec des qualités techniques et une vivacité qui ont permis son arrivée précoce dans le football professionnel. Au Real Madrid, son rôle préférentiel est milieu de terrain mais l'entraîneur Carlo Ancelotti l'utilise également au poste d'arrière gauche. Il peut jouer autant 6 devant la défense que milieu relayeur.

## Statistiques

### En club
| Saison                | Club                  | Championnat           | Championnat | Championnat | Championnat | Coupe nationale | Coupe nationale | Coupe nationale | Coupe de la Ligue | Coupe de la Ligue | Coupe de la Ligue | Supercoupe | Supercoupe | Supercoupe | Compétition(s) continentale(s) | Compétition(s) continentale(s) | Compétition(s) continentale(s) | Compétition(s) continentale(s) | Supercoupe UEFA | Supercoupe UEFA | Supercoupe UEFA | Autres compétitions | Autres compétitions | Autres compétitions | Autres compétitions | Total | Total | Total |
| Saison                | Club                  | Division              | M.          | B.          | P.d.        | M.              | B.              | P.d.            | M.                | B.                | P.d.              | M.         | B.         | P.d.       | Comp.                          | M.                             | B.                             | P.d.                           | M.              | B.              | P.d.            | Comp.               | M.                  | B.                  | P.d.                | M.    | B.    | P.d.  |
| 2018-2019             | Stade rennais FC rés. | National 3            | 13          | 4           | 0           | -               | -               | -               | -                 | -                 | -                 | -          | -          | -          | -                              | -                              | -                              | -                              | -               | -               | -               | -                   | -                   | -                   | -                   | 13    | 4     | 0     |
| 2018-2019             | Stade rennais FC      | Ligue 1               | 7           | 0           | 0           | 0               | 0               | 0               | -                 | -                 | -                 | -          | -          | -          | -                              | -                              | -                              | -                              | -               | -               | -               | -                   | -                   | -                   | -                   | 7     | 0     | 0     |
| 2019-2020             | Stade rennais FC      | Ligue 1               | 25          | 1           | 2           | 5               | 0               | 0               | 1                 | 0                 | 0                 | 1          | 0          | 0          | C3                             | 4                              | 0                              | 0                              | -               | -               | -               | -                   | -                   | -                   | -                   | 36    | 1     | 2     |
| 2020-2021             | Stade rennais FC      | Ligue 1               | 35          | 1           | 2           | 0               | 0               | 0               | -                 | -                 | -                 | -          | -          | -          | C1                             | 4                              | 0                              | 0                              | -               | -               | -               | -                   | -                   | -                   | -                   | 39    | 1     | 2     |
| 2021-2022             | Stade rennais FC      | Ligue 1               | 4           | 0           | 0           | -               | -               | -               | -                 | -                 | -                 | -          | -          | -          | C4                             | 2                              | 0                              | 0                              | -               | -               | -               | -                   | -                   | -                   | -                   | 6     | 0     | 0     |
| Sous-total            | Sous-total            | Sous-total            | 71          | 2           | 4           | 5               | 0               | 0               | 1                 | 0                 | 0                 | 1          | 0          | 0          | -                              | 10                             | 0                              | 0                              | -               | -               | -               | -                   | -                   | -                   | -                   | 88    | 2     | 4     |
| 2021-2022             | Real Madrid           | Liga                  | 26          | 2           | 1           | 3               | 0               | 0               | -                 | -                 | -                 | 1          | 0          | 0          | C1                             | 10                             | 0                              | 1                              | -               | -               | -               | -                   | -                   | -                   | -                   | 40    | 2     | 2     |
| 2022-2023             | Real Madrid           | Liga                  | 37          | 0           | 1           | 6               | 0               | 0               | -                 | -                 | -                 | 2          | 0          | 0          | C1                             | 11                             | 0                              | 1                              | 1               | 0               | 0               | CMC                 | 2                   | 0                   | 0                   | 59    | 0     | 2     |
| 2023-2024             | Real Madrid           | Liga                  | 31          | 0           | 2           | 2               | 0               | 0               | -                 | -                 | -                 | 2          | 0          | 0          | C1                             | 11                             | 0                              | 1                              | -               | -               | -               | -                   | -                   | -                   | -                   | 46    | 0     | 3     |
| 2024-2025             | Real Madrid           | Liga                  | 19          | 1           | 2           | 4               | 1               | 0               | -                 | -                 | -                 | 2          | 0          | 0          | C1                             | 9                              | 0                              | 0                              | 0               | 0               | 0               | CIC                 | 1                   | 0                   | 0                   | 35    | 2     | 2     |
| Sous-total            | Sous-total            | Sous-total            | 113         | 3           | 6           | 15              | 1               | 0               | -                 | -                 | -                 | 7          | 0          | 0          | -                              | 41                             | 0                              | 3                              | 1               | 0               | 0               | -                   | 3                   | 0                   | 0                   | 180   | 4     | 9     |
| Total sur la carrière | Total sur la carrière | Total sur la carrière | 197         | 9           | 10          | 20              | 1               | 0               | 1                 | 0                 | 0                 | 8          | 0          | 0          | -                              | 51                             | 0                              | 3                              | 1               | 0               | 0               | -                   | 3                   | 0                   | 0                   | 281   | 10    | 13    |

### En sélection nationale
| Saison                | Sélection             | Phases finales        | Phases finales | Phases finales | Phases finales | Éliminatoires | Éliminatoires | Éliminatoires | Ligue des nations | Ligue des nations | Ligue des nations | Matchs amicaux | Matchs amicaux | Matchs amicaux | Total | Total | Total |
| Saison                | Sélection             | Compétition           | M              | B              | Pd             | M             | B             | Pd            | M                 | B                 | Pd                | M              | B              | Pd             | M     | B     | Pd    |
| --------------------- | --------------------- | --------------------- | -------------- | -------------- | -------------- | ------------- | ------------- | ------------- | ----------------- | ----------------- | ----------------- | -------------- | -------------- | -------------- | ----- | ----- | ----- |
| 2020-2021             | France                | -                     | -              | -              | -              | -             | -             | -             | 2                 | 0                 | 0                 | 1              | 1              | 0              | 3     | 1     | 0     |
| 2022-2023             | France                | Coupe du monde 2022   | 2              | 0              | 0              | 4             | 0             | 0             | 1                 | 0                 | 0                 | -              | -              | -              | 7     | 0     | 0     |
| 2023-2024             | France                | Euro 2024             | 4              | 0              | 0              | 1             | 0             | 0             | -                 | -                 | -                 | 6              | 0              | 0              | 11    | 0     | 0     |
| 2024-2025             | France                | -                     | -              | -              | -              | -             | -             | -             | 5                 | 1                 | 0                 | -              | -              | -              | 5     | 1     | 0     |
| Total sur la carrière | Total sur la carrière | Total sur la carrière | 6              | 0              | 0              | 5             | 0             | 0             | 8                 | 1                 | 0                 | 7              | 1              | 0              | 26    | 2     | 0     |

### Liste des matchs internationaux
| Matchs internationaux d'Eduardo Camavinga | Matchs internationaux d'Eduardo Camavinga | Matchs internationaux d'Eduardo Camavinga           | Matchs internationaux d'Eduardo Camavinga | Matchs internationaux d'Eduardo Camavinga | Matchs internationaux d'Eduardo Camavinga | Matchs internationaux d'Eduardo Camavinga                             |
|                                           | Date                                      | Lieu                                                | Adversaire                                | Résultat                                  | Compétition                               | Notes                                                                 |
| ----------------------------------------- | ----------------------------------------- | --------------------------------------------------- | ----------------------------------------- | ----------------------------------------- | ----------------------------------------- | --------------------------------------------------------------------- |
| 1.                                        | 8 septembre 2020                          | Stade de France, Saint-Denis, France                | Croatie                                   | 4 - 2                                     | Ligue des nations 2020-2021               | Entre en jeu à la place de N'Golo Kanté à la 63e minute de jeu.       |
| 2.                                        | 7 octobre 2020                            | Stade de France, Saint-Denis, France                | Ukraine                                   | 7 - 1                                     | Match amical                              | Titulaire et remplacé par Paul Pogba à la 59e minute de jeu.          |
| 3.                                        | 14 octobre 2020                           | Stade Maksimir, Zagreb, Croatie                     | Croatie                                   | 1 - 2                                     | Ligue des nations 2020-2021               | Entre en jeu à la place de Corentin Tolisso à la 63e minute de jeu.   |
| 4.                                        | 25 septembre 2022                         | Parken Stadium, Copenhague, Danemark                | Danemark                                  | 2 - 0                                     | Ligue des nations 2022-2023               | Titulaire et remplacé par Youssouf Fofana à la 46e minute de jeu.     |
| 5.                                        | 30 novembre 2022                          | Stade Education City, Al Rayyan, Qatar              | Tunisie                                   | 1 - 0                                     | Coupe du monde 2022                       | Titulaire.                                                            |
| 6.                                        | 18 décembre 2022                          | Stade de Lusail, Lusail, Qatar                      | Argentine                                 | 3 - 3 4-2 t.a.b                           | Coupe du monde 2022                       | Entre en jeu à la place de Théo Hernandez à la 71e minute de jeu.     |
| 7.                                        | 24 mars 2023                              | Stade de France, Saint-Denis, France                | Pays-Bas                                  | 4 - 0                                     | Éliminatoires de l'Euro 2024              | Entre en jeu à la place d'Aurélien Tchouaméni à la 76e minute de jeu. |
| 8.                                        | 27 mars 2023                              | Aviva Stadium, Dublin, Irlande                      | République d'Irlande                      | 0 - 1                                     | Éliminatoires de l'Euro 2024              | Titulaire.                                                            |
| 9.                                        | 16 juin 2023                              | Stade de l'Algarve, Almancil, Portugal              | Gibraltar                                 | 0 - 3                                     | Éliminatoires de l'Euro 2024              | Titulaire et remplacé par Youssouf Fofana à la 79e minute de jeu.     |
| 10.                                       | 19 juin 2023                              | Stade de France, Saint-Denis, France                | Grèce                                     | 1 - 0                                     | Éliminatoires de l'Euro 2024              | Titulaire.                                                            |
| 11.                                       | 7 septembre 2023                          | Parc des Princes, Paris, France                     | République d'Irlande                      | 2 - 0                                     | Éliminatoires de l'Euro 2024              | Entre en jeu à la place d'Antoine Griezmann à la 89e minute de jeu.   |
| 12.                                       | 12 septembre 2023                         | Signal Iduna Park, Dortmund, Allemagne              | Allemagne                                 | 2 - 1                                     | Match amical                              | Titulaire.                                                            |
| 13.                                       | 17 octobre 2023                           | Stade Pierre-Mauroy, Villeneuve-d'Ascq, France      | Écosse                                    | 4 - 1                                     | Match amical                              | Titulaire.                                                            |
| 14.                                       | 23 mars 2024                              | Parc Olympique lyonnais, Décines-Charpieu, France   | Allemagne                                 | 0 - 2                                     | Match amical                              | Entre en jeu à la place de Warren Zaïre-Emery à la 61e minute de jeu. |
| 15.                                       | 26 mars 2024                              | Stade Vélodrome, Marseille, France                  | Chili                                     | 3 - 2                                     | Match amical                              | Titulaire et remplacé par Mattéo Guendouzi à la 44e minute de jeu.    |
| 16.                                       | 5 juin 2024                               | Stade Saint-Symphorien, Longeville-lès-Metz, France | Luxembourg                                | 3 - 0                                     | Match amical                              | Entre en jeu à la place de Youssouf Fofana à la 89e minute de jeu.    |
| 17.                                       | 9 juin 2024                               | Matmut Atlantique, Bordeaux, France                 | Canada                                    | 0 - 0                                     | Match amical                              | Titulaire.                                                            |
| 18.                                       | 17 juin 2024                              | Düsseldorf Arena, Düsseldorf, Allemagne             | Autriche                                  | 0 - 1                                     | Euro 2024                                 | Entre en jeu à la place d'Adrien Rabiot à la 71e minute de jeu.       |
| 19.                                       | 25 juin 2024                              | BVB Stadion Dortmund, Dortmund, Allemagne           | Pologne                                   | 1 - 1                                     | Euro 2024                                 | Entre en jeu à la place d'Adrien Rabiot à la 61e minute de jeu.       |
| 20.                                       | 5 juillet 2024                            | Volksparkstadion, Hambourg, Allemagne               | Portugal                                  | 0 - 0 3-5 t.a.b                           | Euro 2024                                 | Titulaire et remplacé par Youssouf Fofana à la 91e minute de jeu.     |
| 21.                                       | 9 juillet 2024                            | Munich Football Arena, Munich, Allemagne            | Espagne                                   | 2 - 1                                     | Euro 2024                                 | Entre en jeu à la place d'Adrien Rabiot à la 62e minute de jeu.       |
| 22.                                       | 10 octobre 2024                           | Bozsik Aréna, Budapest, Hongrie                     | Israël                                    | 1 - 4                                     | Ligue des nations 2024-2025               | Titulaire et remplacé par Youssouf Fofana à la 70e minute de jeu.     |
| 23.                                       | 14 octobre 2024                           | Stade Roi Baudouin, Bruxelles, Belgique             | Belgique                                  | 1 - 2                                     | Ligue des nations 2024-2025               | Entre en jeu à la place de Mattéo Guendouzi à la 74e minute de jeu.   |
| 24.                                       | 14 novembre 2024                          | Stade de France, Saint-Denis, France                | Israël                                    | 0 - 0                                     | Ligue des nations 2024-2025               | Titulaire.                                                            |
| 25.                                       | 20 mars 2025                              | Stade de Poljud, Split, Croatie                     | Croatie                                   | 2 - 0                                     | Ligue des nations 2024-2025               | Entre en jeu à la place d'Adrien Rabiot à la 64e minute de jeu.       |
| 26.                                       | 23 mars 2025                              | Stade de France, Saint-Denis, France                | Croatie                                   | 2 - 0 5-4 t.a.b                           | Ligue des nations 2024-2025               | Entre en jeu à la place de Michael Olise à la 106e minute de jeu.     |

### Buts internationaux
| Buts internationaux d'Eduardo Camavinga | Buts internationaux d'Eduardo Camavinga | Buts internationaux d'Eduardo Camavinga | Buts internationaux d'Eduardo Camavinga | Buts internationaux d'Eduardo Camavinga | Buts internationaux d'Eduardo Camavinga | Buts internationaux d'Eduardo Camavinga | Buts internationaux d'Eduardo Camavinga | Buts internationaux d'Eduardo Camavinga |
|                                         | Date                                    | Lieu                                    | Adversaire                              | Résultat                                | Compétition                             | Notes                                   | Notes                                   | Sel.                                    |
| --------------------------------------- | --------------------------------------- | --------------------------------------- | --------------------------------------- | --------------------------------------- | --------------------------------------- | --------------------------------------- | --------------------------------------- | --------------------------------------- |
| 1.                                      | 7 octobre 2020                          | Stade de France, Saint-Denis            | Ukraine                                 | 7 - 1                                   | Match amical                            | 1 - 0                                   | 9e du pied gauche                       | 2e                                      |
| 2.                                      | 10 octobre 2024                         | Bozsik Aréna, Budapest                  | Israël                                  | 1 - 4                                   | Ligue des nations 2024-2025             | 0 - 1                                   | 7e du pied gauche                       | 22e                                     |

## Palmarès

### En club
Formé au Stade rennais avec qui il est champion de France des moins de 17 ans et finaliste du Trophée des Champions en 2019 c'est avec le Real Madrid que Eduardo Camavinga remporte ses premiers titres professionnels.
Dès sa première saison au club, il est sacré Champion d'Espagne et la Ligue des Champions. Il remporte également la Supercoupe d'Espagne. Pour sa deuxième saison, il soulève la Supercoupe de l'UEFA avant de remporte la Coupe du monde des Clubs et la Coupe d'Espagne. Lors de la saison 2023-2024, il est de nouveau sacré champion d'Espagne mais surtout remporte une seconde Ligue des Champions. Il remporte également la Supercoupe d'Espagne. Lors de la saison 2024-2025, il remporte la Coupe intercontinentale ainsi que la Supercoupe de l'UEFA.
En équipe de France, Eduardo Camavinga a joué l'Euro en 2024 ainsi que la Coupe du monde en 2022 dont il est finaliste.
| Stade rennais FC (1)                                                                                          | Real Madrid (11) | Équipe de France                        |
| --- | --- | --------------------------------------- |
| - Trophée des champions : - Finaliste en 2019. - Championnat de France des -17 ans (1) : - Vainqueur en 2018. | - Championnat d'Espagne (2) : - Champion en 2022 et 2024 - Vice-champion en 2023 et 2025 - Coupe d'Espagne (1) : - Vainqueur en 2023. - Supercoupe d'Espagne (2) : - Vainqueur en 2022 et 2024. - Finaliste en 2023 et 2025. - Ligue des champions (2) : - Vainqueur en 2022 et 2024. - Supercoupe d'Europe (2) : - Vainqueur en 2022 et 2024. - Coupe du monde des clubs (1) : - Vainqueur en 2022. - Coupe intercontinentale de la FIFA 2024 (1) : - Vainqueur en 2024. | - Coupe du monde : - Finaliste en 2022. |

### Distinctions personnelles
- Trophée du joueur du mois UNFP de Ligue 1 en août 2019.
- Révélation de l'année France Football en 2019.
- Plus jeune lauréat de l'histoire du prix UNFP du meilleur joueur du mois, à l'âge de 16 ans[95].
- Deux infrastructures footballistiques d’Ille-et-Vilaine, proches de la ville de Fougères, sont nommées en son honneur : 
  - un terrain au centre de football international du château du Bois-Guy à Parigné, inauguré le 23 septembre 2020[96] ;
  - le stade intercommunal Eduardo-Camavinga à La Chapelle-Janson, où une stèle est dévoilée en sa présence le 26 juin 2021[97].